# Tristan Evelyn
Tristan Cadija Evelyn (* 25. Januar 1998 in Bridgetown) ist eine barbadische Sprinterin, die sich auf den 100-Meter-Lauf spezialisiert hat.

## Sportliche Laufbahn
Erste internationale Erfahrungen sammelte Tristan Evelyn bei den CARIFTA-Games 2011 in Montego Bay, bei denen sie in 12,14 s den sechsten Platz im 100-Meter-Lauf in der U17-Altersklasse belegte und über 200 Meter nach 24,95 s auf Rang sieben gelangte. Bei den CARIFTA-Games 2013 in Nassau gewann sie in 44,84 s die Bronzemedaille über 300 Meter Hürden und belegte über 100 Meter in 12,10 s den vierten Platz und wurde in 14,77 s ebenfalls Vierte über 100 Meter Hürden. Zudem gewann sie mit der barbadischen 4-mal-100-Meter-Staffel in 46,56 s die Silbermedaille. Im Jahr darauf klassierte sie sich bei den CARIFTA-Games in Fort-de-France mit 11,65 s auf dem vierten Platz über 100 Meter in der U18-Altersklasse und belegte über 100 Meter Hürden mit 15,01 s den Siebten Platz und wurde mit 5,85 m Vierte im Weitsprung. Anfang Juli gewann sie bei den U18-CAC-Meisterschaften in Morelia in 11,52 s die Silbermedaille über 100 Meter und startete anschließend über diese Distanz bei den Olympischen Jugendspielen in Nanjing und belegte dort mit 11,95 s den siebten Platz. Zuvor schied sie bei den Juniorenweltmeisterschaften in Eugene mit 11,91 s in der ersten Runde aus. 2015 gewann sie bei den CARIFTA-Games in Basseterre in 11,54 s die Silbermedaille über 100 Meter und anschließend gelangte sie bei den Jugendweltmeisterschaften in Cali mit 11,59 s auf Rang vier und schied im 200-Meter-Lauf im Halbfinale aus. Anfang August wurde sie dann bei den Panamerikanischen Juniorenmeisterschaften im kanadischen Edmonton in 23,73 s Vierte über 200 Meter und belegte in 11,65 s den sechsten Platz im 100-Meter-Lauf. Im Herbst begann sie ein Studium an der University of Houston und 2016 schied sie bei den U20-Weltmeisterschaften in Bydgoszcz mit 11,84 s im Halbfinale über 100 Meter aus. Im Jahr darauf belegte sie bei den CARIFTA-Games in Willemstad in 11,91 s den sechsten Platz in der U20-Altersklasse und schied über 200 Meter mit 25,18 s im Vorlauf aus. Mitte Juli wurde sie dann mit 11,63 s Vierte bei den U20-Panamerikameisterschaften in Trujillo.
2019 belegte sie bei den U23-NACAC-Meisterschaften in Santiago de Querétaro in 11,40 s den vierten Platz und anschließend startete sie bei den Panamerikanischen Spielen in Lima und kam dort mit 11,89 s nicht über die erste Runde hinaus. Im Mai 2021 stellte sie in Tampa mit 11,14 s einen neuen Landesrekord über 100 Meter auf und löste damit Shakera Reece als Rekordhalterin ab. Zudem qualifizierte sie sich damit für die Olympischen Sommerspiele in Tokio und schied dort mit 11,42 s im Vorlauf aus. Auch bei den Zentralamerika- und Karibikspielen 2023 in San Salvador kam sie mit 11,71 s nicht über die Vorrunde über 100 Meter hinaus. Im Jahr darauf schied sie bei den Hallenweltmeisterschaften in Glasgow mit 7,14 s im Halbfinale über 60 Meter aus. Im August kam sie bei den Olympischen Sommerspielen in Paris mit 11,55 s nicht über den Vorlauf über 100 Meter hinaus.
2024 wurde Evelyn barbadische Meisterin im 100-Meter-Lauf.

## Persönliche Bestzeiten
- 100 Meter: 11,14 s (+2,0 m/s), 16. Mai 2021 in Tampa (barbadischer Rekord)
  - 60 Meter (Halle): 7,10 s, 9. Februar 2024 in Houston (barbadischer Rekord)
- 200 Meter: 23,18 s (+0,2 m/s), 30. April 2022 in College Station
  - 200 Meter (Halle): 23,16 s, 29. Februar 2020 in Birmingham (barbadischer Rekord)